# Forteresse de Kruševac
 (juillet 2020).
Si vous disposez d'ouvrages ou d'articles de référence ou si vous connaissez des sites web de qualité traitant du thème abordé ici, merci de compléter l'article en donnant les références utiles à sa vérifiabilité et en les liant à la section « Notes et références ».
La forteresse de Kruševac (en serbe cyrillique : Крушевачки Град ; en serbe latin : Kruševački grad), encore connue sous le nom de forteresse du prince Lazar (Град цара Лазара et Grad tsara Lazara), est une forteresse médiévale située à Kruševac, en Serbie. Elle est inscrite sur la liste des monuments culturels d'importance exceptionnelle de la république de Serbie (identifiant no SK 157).
Dans l'enceinte de la forteresse se trouve l'église Lazarica, elle aussi classée (même numéro d'identifiant).

## Histoire

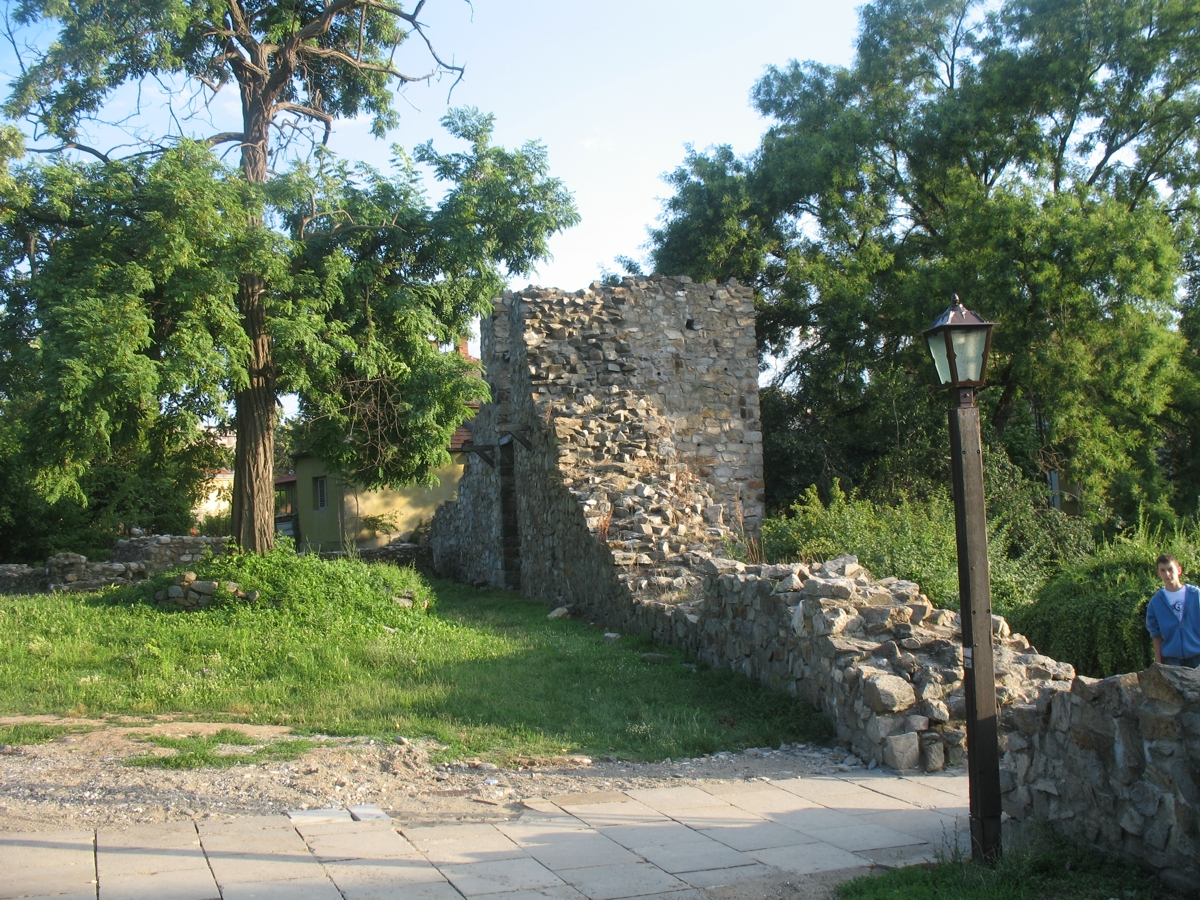
Vestiges d'une tour.

La forteresse de Kruševac est mentionnée pour la première fois en 1381 et, selon toute probabilité, elle a été construite par le prince Lazar ou agrandie par lui à partir d'une forteresse antérieure. Elle servit au prince de capitale, à partir de laquelle il gouvernait le pays, ainsi qu'en atteste une charte datant de 1387 et rédigée « à Kruševac, la ville glorieuse de mes États » (en serbe : « u slavnome gradu gospodstva mi Kruševcu ».
Après la bataille de Kosovo Polje et la mort du prince (1389), la forteresse passa sous le contrôle des Ottomans mais les Serbes la reprirent après une brève occupation. Le fils du prince Lazar, Stefan Lazarević gouverna le despotat de Serbie depuis Kruševac jusqu'en 1405, quand il transféra sa capitale à Belgrade. Cependant la ville conserva encore de son importance puisque le despote y rencontra le sultan Mehmed Ier en 1413.
Pendant toute la première moitié du XVe siècle, la lutte pour le contrôle de la forteresse se poursuivit encore et les Turcs la contrôlèrent définitivement en 1454. La forteresse fut alors connue sous le nom de Aladža Hisar ou de Šaren Grad, la « forteresse multicolore », ainsi désignée en raison de la diversité des pierres qui la constituaient.

## Aujourd'hui

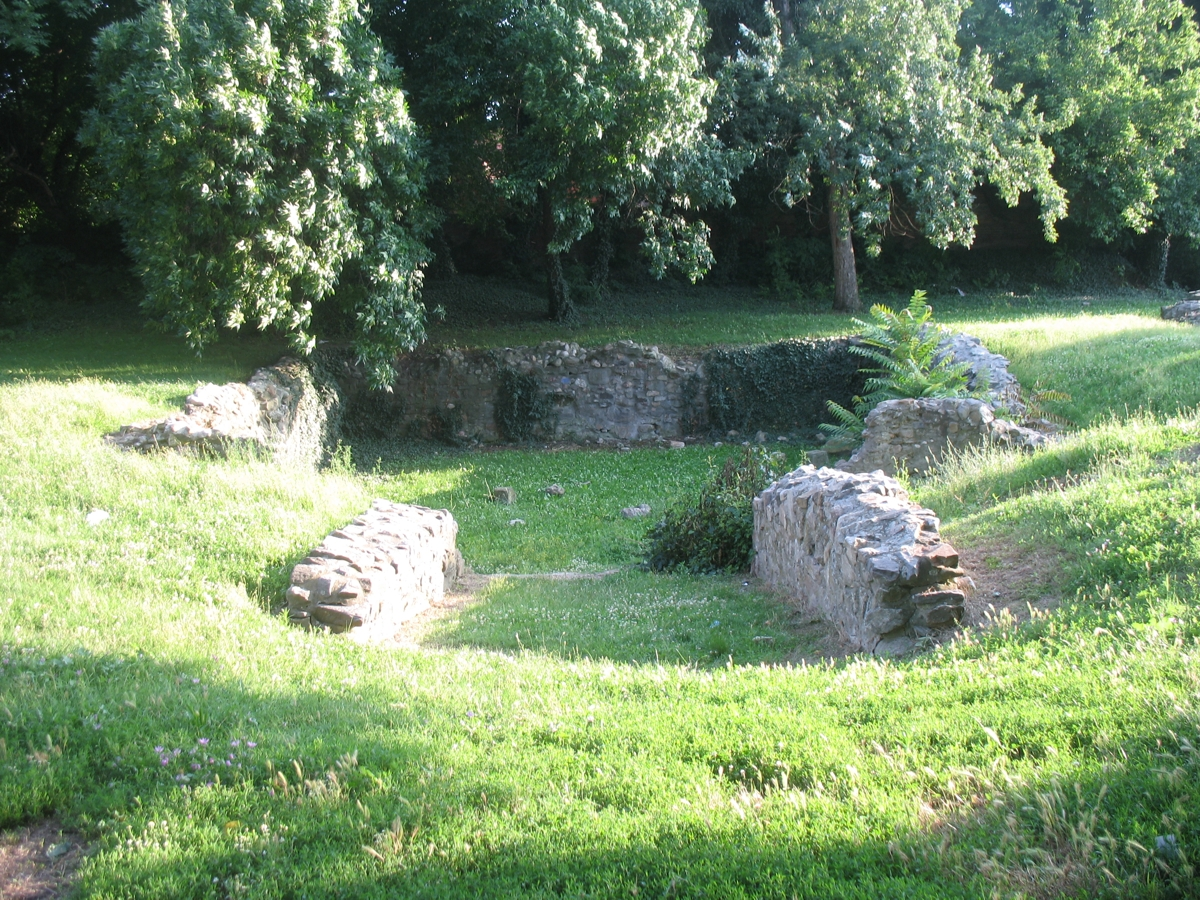
Ruines d'une écurie.

La forteresse est aujourd'hui en ruine. La partie la mieux conservée de l'ancienne capitale du prince Lazar est l'église palatiale de Saint-Étienne-Martyr, appelée familièrement Lazarica à cause de son fondateur. Subsistent encore les ruines du donjon par lequel on entrait dans la ville et une partie du mur oriental, qui lui est adjacente. Les autres vestiges sont en très mauvais état.
Le site de l'ancienne forteresse a été transformé en parc et abrite le Musée national de Kruševac.

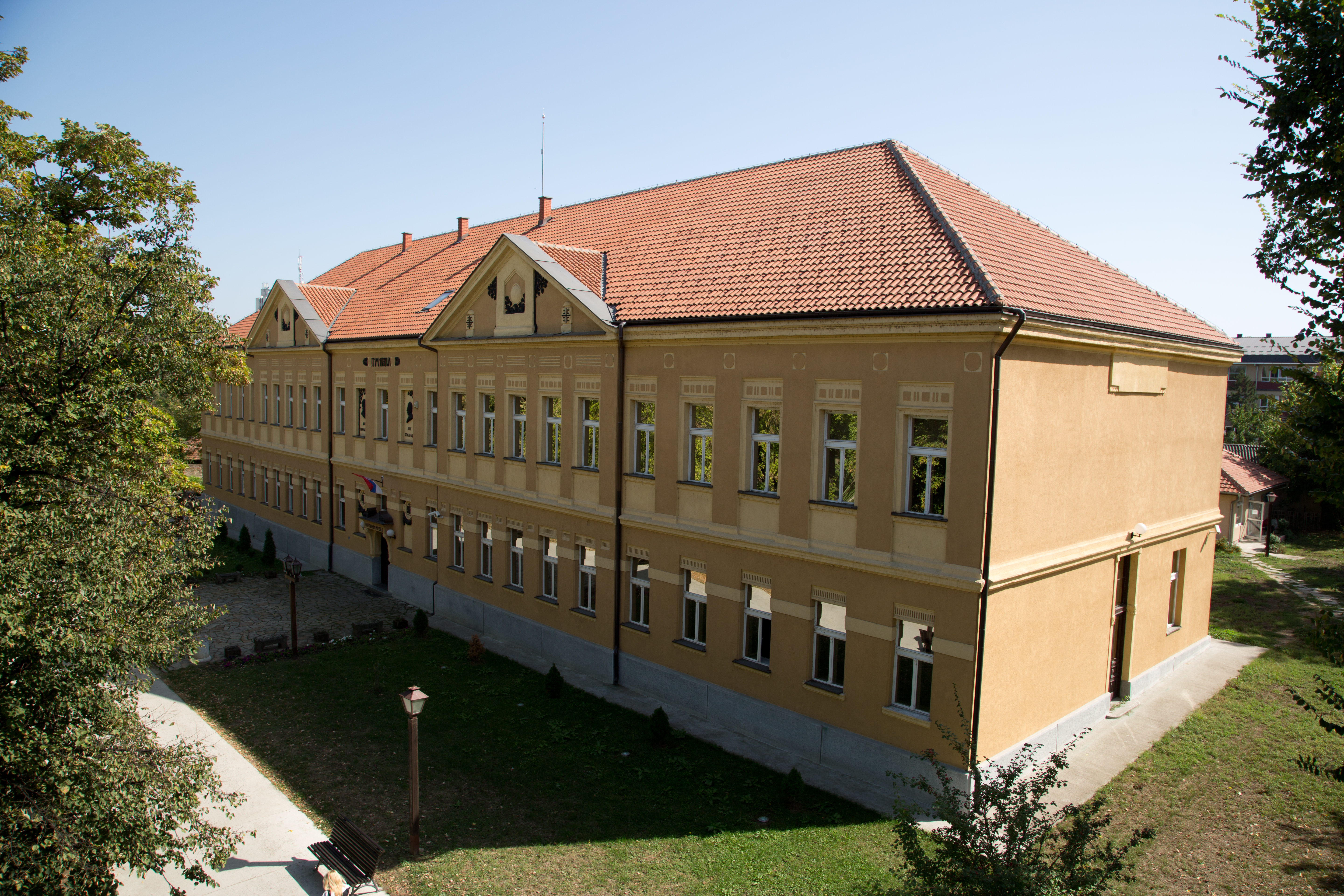
Le Musée national de Kruševac.